# ادوارد کووشینسکی
ادوارد استفان کووشینسکی (لهستانی: Edward Stefan Kłosiński؛ ‏ ۲ ژانویهٔ ۱۹۴۳ – ۵ ژانویهٔ ۲۰۰۸) فیلم‌نامه‌نویس، فیلم‌ساز و فیلم‌بردار اهل لهستان بود.
از فیلم‌ها یا مجموعه‌های تلویزیونی که وی در آن‌ها نقش داشته است، می‌توان به سرنوشت‌های لهستانی، هوایی چنان پاک، مادر پادشاهان، سنگ، ما همه مسیح هستیم، گا، گا، درود بر قهرمانان، بومی، دختر و پلیس، وقایع‌نگاری رخدادهایی عاشقانه، شکنجه، یادداشت‌های تاریخی من، با گذشتِ روزها، از پسِ سال‌ها…، آرامش خانه بر شما باد، گنج‌های پنهان، یک امر زنانه، ایمان سست، جذابیت فریبنده، زندگی برای زندگی: ماکسیمیلیان کلبه، همبستگی، همبستگی...، مکمل، یکشنبه غم‌انگیز، وینچی و سرزمین موعود اشاره نمود.